# Lignes de bus Proximo de Grenoble
Les lignes de bus Proximo de Grenoble constituent une série de lignes que la société publique locale M TAG exploite dans l'agglomération grenobloise.

## Présentation
Dans le cadre de l'agrandissement de l'agglomération grenobloise en 2014 et de la mise en service de la ligne E du tramway, une nouvelle organisation du réseau de bus a été mise en place le 1er septembre 2014. Les lignes « Proximo » assurent les dessertes des quartiers et communes périphériques de Grenoble non desservies par les « Chrono ».
Ces lignes ont remplacé au 1er septembre 2014 tout ou partie de plusieurs lignes régulières préexistantes (entre parenthèses, les numéros adoptés après 2014) :
- Les lignes 11, 16 et 17, qui ont conservé leur numéro (la 16 est modifiée et reprend la partie sud de l'ancienne ligne 13 et abandonne son ancien tracé à la ligne 18, les autres sont quasiment inchangées) ;
- la ligne 13 (remplacée par les lignes « Chrono » C3, 16 et 18)
- les lignes 21 et 41 (14 et 15) ;
- La ligne 30 (22) ;
- La ligne 31 (remplacée au nord par la 13, au sud par la ligne « Chrono » C4) ;
- Les lignes 32 et 33 (fusionnées en une seule ligne, la 12) ;
- La ligne 34 (remplacée au sud par la 13, au nord par la ligne B du tramway, les « Chrono » C1 et C6 et la « Flexo » 54) ;
- La ligne 43 (18) ;
- La ligne 51 (remplacée par les lignes « Chrono » C6, 19, 20 et « Flexo » 49) ;
- La ligne 55 (remplacées par les lignes 19 et 20) ;
- La ligne 56 (remplacée par les lignes 20 et « Flexo » 51) ;
- La ligne 58 (remplacée par les lignes 21 et « Flexo » 49).

Elles circulent du lundi au dimanche avec une fréquence de 7 à 15 minutes en semaine et une amplitude horaire de 5 h 25 à 21 h.
Le 29 août 2016, lors de la refonte de la desserte d'Échirolles, adoptée par le SMTC en comité syndical le 28 avril 2016,, la ligne 18 disparaît, remplacée par la modification des lignes « Chrono » C3 et « Flexo » 67 et la création de la nouvelle ligne « Flexo » 64.
Le 18 avril 2017, les travaux effectués dans le centre-ville de Grenoble ont nécessité de raccourcir la ligne au niveau de la Caserne de Bonne.
Le 4 septembre 2017, dans le cadre de la restructuration du secteur Grand Sud, la ligne « Flexo » 69 est renforcée et devient une ligne « Proximo », la 23.
Le 3 septembre 2018, dans le cadre de la seconde restructuration du secteur Grand Sud, la ligne Proximo 17 est remplacée par deux nouvelles lignes, les lignes 25 et 26, la seconde étant principalement une dissociation des services autoroutiers de la 17 plus la desserte inédite des gares de Vif et Saint-Georges-de-Commiers et la ligne 25 est exploitée avec des autobus suburbains roulant au gaz naturel (Scania Citywide LE). La ligne Proximo 23 dessert à partir de septembre 2018 de nouveaux arrêts à Saint-Martin-d'Uriage, dans le cadre du renforcement du partenariat entre le SMTC Grenoble et la communauté de communes du Pays du Grésivaudan.
La ligne Proximo 11 est transformée en ligne Chrono (C7) à la même date, avec de nouveaux bus roulant au gaz naturel (Scania Citywide LF).
À partir de l'été 2019, la desserte de la base de loisirs du Bois Français est reprise par la ligne « Proximo » 15 entraînant de facto la suppression de la ligne « Flexo » 57 en septembre 2018.
Le 2 septembre 2024 avec la mise en place du nouveau réseau nommé M réso, plusieurs lignes Proximo vont être modifiés :
- La ligne 12 disparaît, remplacée dans Grenoble par la ligne C8, à Saint-Martin-d'Hères par la ligne 16 et à Maisons Neuves par la ligne C6 ;
- La ligne 13 devient la ligne 18 ;
- La ligne 14 devient la ligne 24 ;
- La ligne 16 remplace la ligne 12 entre Verdun-Préfecture et Les Alloves par Bir-Hakeim. La desserte de Meylan est reprise par la nouvelle ligne 17 ;
- La ligne 23 est beaucoup plus régulière, avec un bus toutes les 15 à 30 minutes jusqu'en soirée ;
- La ligne 25 est plus souvent limité à La Valonne, notamment avec la ligne C14 qui est plus régulière aux Saillants du Gua ;
- La nouvelle ligne 34 remplace l'ancienne ligne G4 du réseau M TouGo ;
- La nouvelle ligne 35 est une fusion des lignes G3 et G5 ;
- La nouvelle ligne 36 remplace l'ancienne ligne G6 ;
- Les anciennes lignes T80, T82, T84, T85, T86 et T88 deviennent respectivement les lignes 80, 82, 84, 85, 86 et 88.
- La ligne 90 remplace la ligne T81. En plus de la nouvelle numérotation, son tracé change : il est désormais limité à Saint-Ismier - Collège Grésivaudan au lieu de son ancien terminus Cloyères à Bernin. Il est aussi raccourci à l'arrêt Gières Gare - Université au lieu de terminer sa course à l'arrêt Université - Condillac.
- Les lignes Nav'Pro A, B et C deviennent les lignes 89, 91 et 92.

En plus de ces modifications, les lignes 15, 20, 23 et 80 sont prolongée en soirée jusqu'à 22 heures.

## Identité visuelle
Le logo Proximo, la livrée extérieure et l'habillage intérieur ont été réalisés par la société Graphibus pour le compte du SMTC. La livrée Proximo est composée de variantes de bleus accompagné de noir sur un fond gris.

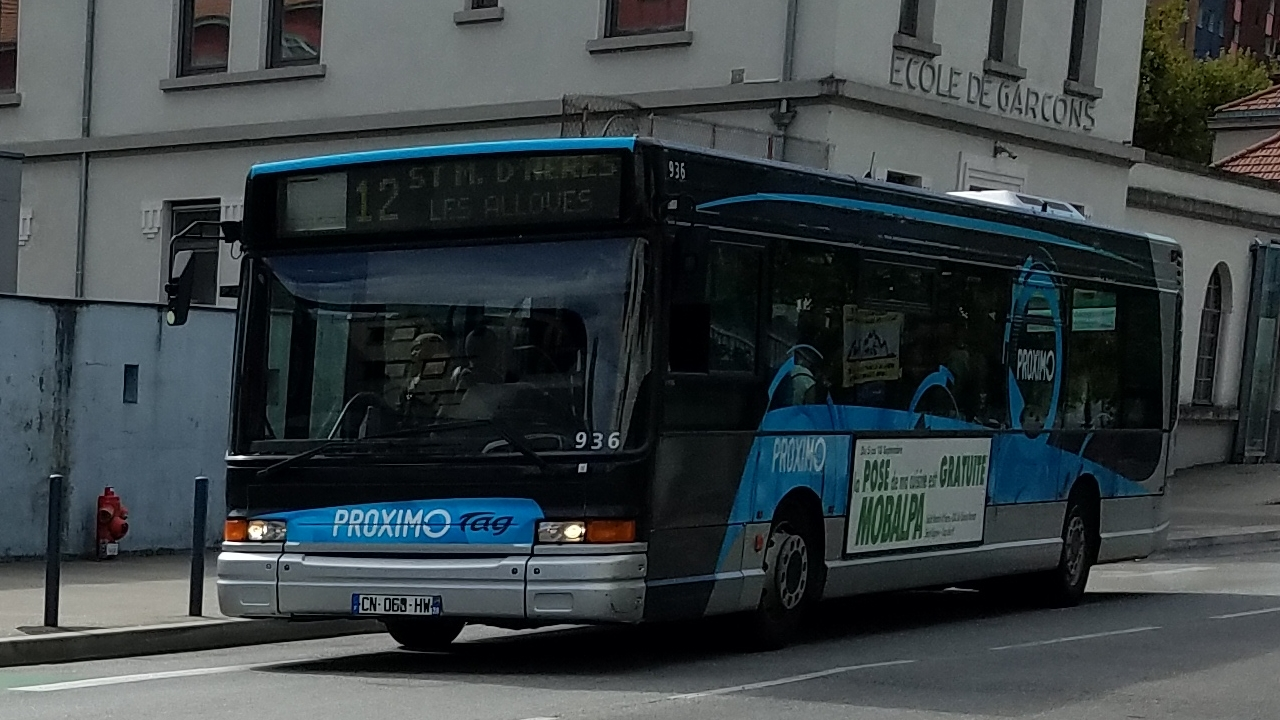
Un GX317 sur la ligne 12, rue Anatole France

## Lignes Proximo

### Lignes 15 à 19
| Ligne | Caractéristiques | Caractéristiques | Caractéristiques | Caractéristiques | Caractéristiques | Caractéristiques | Caractéristiques | Caractéristiques | Caractéristiques |
| 15    | Grenoble — Verdun - Préfecture ⥋ Domène — Les Arnauds ou Domène — Chenevières (un bus sur deux par branche) / Saint-Ismier — Bois Français (en été) | Grenoble — Verdun - Préfecture ⥋ Domène — Les Arnauds ou Domène — Chenevières (un bus sur deux par branche) / Saint-Ismier — Bois Français (en été) | Grenoble — Verdun - Préfecture ⥋ Domène — Les Arnauds ou Domène — Chenevières (un bus sur deux par branche) / Saint-Ismier — Bois Français (en été) | Grenoble — Verdun - Préfecture ⥋ Domène — Les Arnauds ou Domène — Chenevières (un bus sur deux par branche) / Saint-Ismier — Bois Français (en été) | Grenoble — Verdun - Préfecture ⥋ Domène — Les Arnauds ou Domène — Chenevières (un bus sur deux par branche) / Saint-Ismier — Bois Français (en été) | Grenoble — Verdun - Préfecture ⥋ Domène — Les Arnauds ou Domène — Chenevières (un bus sur deux par branche) / Saint-Ismier — Bois Français (en été) | Grenoble — Verdun - Préfecture ⥋ Domène — Les Arnauds ou Domène — Chenevières (un bus sur deux par branche) / Saint-Ismier — Bois Français (en été) | Grenoble — Verdun - Préfecture ⥋ Domène — Les Arnauds ou Domène — Chenevières (un bus sur deux par branche) / Saint-Ismier — Bois Français (en été) | Grenoble — Verdun - Préfecture ⥋ Domène — Les Arnauds ou Domène — Chenevières (un bus sur deux par branche) / Saint-Ismier — Bois Français (en été) |
| ----- | --- | --- | --- | --- | --- | --- | --- | --- | --- |
| 15    | Ouverture / Fermeture 1er septembre 2014 / — | Longueur 9,6 km | Durée 31 ou 34 min | Nb. d’arrêts 24 ou 25 | Matériel Urbanway 12 GNV | Jours de fonctionnement L, Ma, Me, J, V, S, D | Jour / Soir / Nuit / Fêtes O / N / N / O | Voy. / an 1 090 000 | Dépôt Crolles (VFD) |
| 15    | Desserte : - Villes et lieux desservis : Grenoble (Préfecture), Saint-Martin-d'Hères (Clinique Belledonne, Neyrpic), Gières (Collège Le Chamandier, Bibliothèque François Mitterrand), Murianette (Mairie), Domène (Mairie) et Saint-Ismier (Base de loisirs du Bois Français) - Stations et gares desservies : Verdun - Préfecture (A), Flandrin - Valmy (C), Péri - Brossolette (C) et Neyrpic - Belledonne (C et D). | | | | | | | | |
| 15    | Autre : - Arrêt non accessible aux UFR : Aucun. - Amplitudes horaires : La ligne fonctionne du lundi au samedi de 5 h 25 à 22 h 0 (Amplitude étendue) et les dimanches et fêtes à partir de 7 h environ. Avec comme fréquence de 10 à 15 minutes en semaine, une fréquence de 15 min les samedi, et une fréquence de 30 min les Dimanche & Jours fériées. - Particularités : - Les deux branches sont desservies tous les jours à raison d'un bus sur deux par branche. - Desserte du Bois Français : À partir de l'été 2019, de fin juin à début septembre, la ligne 15 dessert la base de loisirs du Bois Français en remplacement de la ligne saisonnière « Flexo » 57 ; la desserte est assurée de 9 h à 19 h depuis la branche de Chenevières ou indifféremment les dimanches et fêtes,. - Date de dernière mise à jour : 2 septembre 2024. | | | | | | | | |
| 15    | Dernière actualisation : — | | | | | | | | |
| 16    | Pont-de-Claix — Gendarmerie ⥋ Saint-Martin-d'Hères — Les Alloves | Pont-de-Claix — Gendarmerie ⥋ Saint-Martin-d'Hères — Les Alloves                                                                                    | Pont-de-Claix — Gendarmerie ⥋ Saint-Martin-d'Hères — Les Alloves                                                                                    | Pont-de-Claix — Gendarmerie ⥋ Saint-Martin-d'Hères — Les Alloves                                                                                    | Pont-de-Claix — Gendarmerie ⥋ Saint-Martin-d'Hères — Les Alloves                                                                                    | Pont-de-Claix — Gendarmerie ⥋ Saint-Martin-d'Hères — Les Alloves                                                                                    | Pont-de-Claix — Gendarmerie ⥋ Saint-Martin-d'Hères — Les Alloves                                                                                    | Pont-de-Claix — Gendarmerie ⥋ Saint-Martin-d'Hères — Les Alloves                                                                                    | Pont-de-Claix — Gendarmerie ⥋ Saint-Martin-d'Hères — Les Alloves                                                                                    |
| 16    | Ouverture / Fermeture 17 avril 1979 / — | Longueur — | Durée — | Nb. d’arrêts — | Matériel Citywide LF GNV Urbanway 12 GNV | Jours de fonctionnement L, Ma, Me, J, V, S, D | Jour / Soir / Nuit / Fêtes O / N / N / O | Voy. / an 1 905 000 | Dépôt Sassenage |
| 16    | Desserte : - Villes et lieux desservis : Le Pont-de-Claix, Échirolles (Gymnase Lionel Terray), Grenoble (Lycée Clos d'Or, Lycée des Charmilles, Centre commercial de la caserne de Bonne, IUT, Lycée Champollion, Préfecture, Cité administrative, Académie de Grenoble), Saint-Martin-d'Hères. - Stations et gares desservies : Auguste Delaune (A), Marie Curie (A), Gustave Rivet (C), Verdun - Préfecture (A) et Étienne Grappe (D). | | | | | | | | |
| 16    | Autre : - Arrêts non accessibles aux UFR : Aucun. - Amplitudes horaires : Fonctionne de 5 h 20 à 20 h 30 avec une fréquence de 10 à 20 minutes en semaine. Une fréquence de 20 min les samedi, et une fréquence de 30 min les Dimanche & Jours fériées. - Date de dernière mise à jour : 2 septembre 2024. | | | | | | | | |
| 16    | Dernière actualisation : — | | | | | | | | |
| 17    | Grenoble — Verdun - Préfecutre ⥋ Corenc — Montfleury / Meylan — Lycée du Grésivaudan | Grenoble — Verdun - Préfecutre ⥋ Corenc — Montfleury / Meylan — Lycée du Grésivaudan                                                                | Grenoble — Verdun - Préfecutre ⥋ Corenc — Montfleury / Meylan — Lycée du Grésivaudan                                                                | Grenoble — Verdun - Préfecutre ⥋ Corenc — Montfleury / Meylan — Lycée du Grésivaudan                                                                | Grenoble — Verdun - Préfecutre ⥋ Corenc — Montfleury / Meylan — Lycée du Grésivaudan                                                                | Grenoble — Verdun - Préfecutre ⥋ Corenc — Montfleury / Meylan — Lycée du Grésivaudan                                                                | Grenoble — Verdun - Préfecutre ⥋ Corenc — Montfleury / Meylan — Lycée du Grésivaudan                                                                | Grenoble — Verdun - Préfecutre ⥋ Corenc — Montfleury / Meylan — Lycée du Grésivaudan                                                                | Grenoble — Verdun - Préfecutre ⥋ Corenc — Montfleury / Meylan — Lycée du Grésivaudan                                                                |
| 17    | Ouverture / Fermeture 2 septembre 2024 / — | Longueur — | Durée — | Nb. d’arrêts — | Matériel Urbanway 12 GNV | Jours de fonctionnement L, Ma, Me, J, V, S, D | Jour / Soir / Nuit / Fêtes O / N / N / O | Voy. / an — | Dépôt Domène (Philibert) |
| 17    | Desserte : - Villes et lieux desservis : Grenoble (Préfecture, Cité administrative, Hôtel de Police, Musée de Grenoble, Musée Archéologique Saint-Laurent, Groupe scolaire Porte de Saint-Laurent), La Tronche (Mairie), Corenc (Mairie, Institution Bois Fleury) et Meylan (Gymnase du Haut-Meylan, Lycée du Grésivaudan) - Stations et gares desservies : Verdun - Préfecture (A) et Notre Dame - Musée (B, D). | | | | | | | | |
| 17    | Autre : - Arrêts non accessibles aux UFR : - Amplitudes horaires : Fonctionne de 5 h 30 à 20 h 30 avec une fréquence de 12 à 20 minutes en semaine. Une fréquence de 30 min les samedis, et une fréquence de 60 min les dimanches & jours fériées. - Date de dernière mise à jour : 2 septembre 2024. | | | | | | | | |
| 17    | Dernière actualisation : — | | | | | | | | |
| 18    | Poisat — Cimetière Intercommunal ⥋ Meylan — Lycée du Grésivaudan | Poisat — Cimetière Intercommunal ⥋ Meylan — Lycée du Grésivaudan                                                                                    | Poisat — Cimetière Intercommunal ⥋ Meylan — Lycée du Grésivaudan                                                                                    | Poisat — Cimetière Intercommunal ⥋ Meylan — Lycée du Grésivaudan                                                                                    | Poisat — Cimetière Intercommunal ⥋ Meylan — Lycée du Grésivaudan                                                                                    | Poisat — Cimetière Intercommunal ⥋ Meylan — Lycée du Grésivaudan                                                                                    | Poisat — Cimetière Intercommunal ⥋ Meylan — Lycée du Grésivaudan                                                                                    | Poisat — Cimetière Intercommunal ⥋ Meylan — Lycée du Grésivaudan                                                                                    | Poisat — Cimetière Intercommunal ⥋ Meylan — Lycée du Grésivaudan                                                                                    |
| 18    | Ouverture / Fermeture 2 septembre 2024 / — | Longueur 12 km | Durée 46 min | Nb. d’arrêts 34 | Matériel Citelis 12 Citelis 12 Hybride Urbanway 12 Hybride                                                                                          | Jours de fonctionnement L, Ma, Me, J, V, S, D | Jour / Soir / Nuit / Fêtes O / N / N / O | Voy. / an 1 750 000 | Dépôt Eybens |
| 18    | Desserte : - Villes et lieux desservis : Poisat (Mairie, Centre socio-culturel), Saint-Martin-d'Hères, Grenoble (Collège Vercors, Lycée André Argouges, Médiathèque Abbaye-les-Bains, Palais des sports, Anneau de vitesse, Préfecture, Cité administrative), La Tronche (Cimetière du Grand Sablon, Hôpital Michallon, CHU de Grenoble, Facultés de médecine et de pharmacie, Clinique du Grésivaudan, Musée Hébert) et Meylan (Piscine des Ayguinards, Hexagone, Lycée du Grésivaudan) - Stations et gares desservies : Chavant (A et C), Verdun - Préfecture (A) et Hôpital Couple-Enfant (B). | | | | | | | | |
| 18    | Autre : - Arrêt non accessible aux UFR : Aucun. - Amplitudes horaires : La ligne fonctionne du lundi au samedi de 5 h 30 à 21 h 10 et les dimanches et fêtes de 6 h 30 à 20 h 40 environ. - Date de dernière mise à jour : 2 septembre 2024. | | | | | | | | |
| 18    | Dernière actualisation : — | | | | | | | | |
| 19    | Seyssins — Garlettes ⥋ Sassenage — L'Ovalie | Seyssins — Garlettes ⥋ Sassenage — L'Ovalie | Seyssins — Garlettes ⥋ Sassenage — L'Ovalie | Seyssins — Garlettes ⥋ Sassenage — L'Ovalie | Seyssins — Garlettes ⥋ Sassenage — L'Ovalie | Seyssins — Garlettes ⥋ Sassenage — L'Ovalie | Seyssins — Garlettes ⥋ Sassenage — L'Ovalie | Seyssins — Garlettes ⥋ Sassenage — L'Ovalie | Seyssins — Garlettes ⥋ Sassenage — L'Ovalie |
| 19    | Ouverture / Fermeture 1er septembre 2014 / — | Longueur — | Durée 39 min | Nb. d’arrêts 28 | Matériel Citywide LF GNV Urbanway 12 GNV | Jours de fonctionnement L, Ma, Me, J, V, S, D | Jour / Soir / Nuit / Fêtes O / N / N / O | Voy. / an 584 000 | Dépôt Sassenage |
| 19    | Desserte : - Villes et lieux desservis : Seyssins (Cimetière des Garlettes, Village, Ancienne gare), Seyssinet-Pariset (Village, Hôtel de ville, Lycée Aristide Bergès), Fontaine (École Robespierre, Parc Jean Moulin, Place du Marché, Lycée Jacques Prévert) et Sassenage (Lycée Roger-Descheaux, Mairie, Théâtre en Rond) - Stations et gares desservies : Seyssinet-Pariset - Hôtel de ville (C), Louis Maisonnat (A) et Fontaine - La Poya (A). | | | | | | | | |
| 19    | Autre : - Arrêts non accessibles aux UFR : Les Combes et Seyssinet Village vers Garlettes. - Amplitudes horaires : La ligne fonctionne du lundi au samedi de 5 h 25 à 20 h 50 et les dimanches et fêtes de 6 h 30 à 20 h 35 environ. - Date de dernière mise à jour : 31 octobre 2023. | | | | | | | | |
| 19    | Dernière actualisation : — | | | | | | | | |

### Lignes 20 à 25
| Ligne | Caractéristiques | Caractéristiques | Caractéristiques | Caractéristiques | Caractéristiques | Caractéristiques | Caractéristiques | Caractéristiques | Caractéristiques |
| 20    | Seyssinet-Pariset — Hôtel de Ville ⥋ (Sassenage — Les Engenières un bus sur deux limité en semaine) Veurey-Voroize — La Rive | Seyssinet-Pariset — Hôtel de Ville ⥋ (Sassenage — Les Engenières un bus sur deux limité en semaine) Veurey-Voroize — La Rive | Seyssinet-Pariset — Hôtel de Ville ⥋ (Sassenage — Les Engenières un bus sur deux limité en semaine) Veurey-Voroize — La Rive | Seyssinet-Pariset — Hôtel de Ville ⥋ (Sassenage — Les Engenières un bus sur deux limité en semaine) Veurey-Voroize — La Rive | Seyssinet-Pariset — Hôtel de Ville ⥋ (Sassenage — Les Engenières un bus sur deux limité en semaine) Veurey-Voroize — La Rive | Seyssinet-Pariset — Hôtel de Ville ⥋ (Sassenage — Les Engenières un bus sur deux limité en semaine) Veurey-Voroize — La Rive | Seyssinet-Pariset — Hôtel de Ville ⥋ (Sassenage — Les Engenières un bus sur deux limité en semaine) Veurey-Voroize — La Rive | Seyssinet-Pariset — Hôtel de Ville ⥋ (Sassenage — Les Engenières un bus sur deux limité en semaine) Veurey-Voroize — La Rive | Seyssinet-Pariset — Hôtel de Ville ⥋ (Sassenage — Les Engenières un bus sur deux limité en semaine) Veurey-Voroize — La Rive |
| ----- | --- | --- | --- | --- | --- | --- | --- | --- | --- |
| 20    | Ouverture / Fermeture 1er septembre 2014 / — | Longueur 12,4 km | Durée (18) 30 min | Nb. d’arrêts (14) 25 | Matériel Citywide LF GNV Urbanway 12 GNV                                                                                     | Jours de fonctionnement L, Ma, Me, J, V, S, D                                                                                | Jour / Soir / Nuit / Fêtes O / O / N / O                                                                                     | Voy. / an 711 000 | Dépôt Sassenage |
| 20    | Desserte : - Villes et lieux desservis : Seyssinet-Pariset (Hôtel de ville, Lycée Aristide Bergès), Fontaine (Centre nautique Lino Reffuggi, Lycée Jacques Prévert), Sassenage (Lycée Roger-Descheaux, Mairie, Théâtre en Rond, Château de Sassenage), Noyarey (Mairie) et Veurey-Voroize - Stations et gares desservies : Seyssinet-Pariset - Hôtel de ville (C) et Fontaine - La Poya (A). | | | | | | | | |
| 20    | Autre : - Arrêt non accessible aux UFR : Aucun. - Amplitudes horaires : La ligne fonctionne du lundi au vendredi de 5 h 30 à 21 h, le samedi à partir de 5 h 40 et les dimanches et fêtes de 7 h 20 à 22 h 30 environ. Du lundi au samedi, un bus sur deux est limité à Sassenage. - Date de dernière mise à jour : 28 août 2024. | | | | | | | | |
| 20    | Dernière actualisation : — | | | | | | | | |
| 21    | Claix — Pont Rouge ⥋ Seyssins — Le Prisme | Claix — Pont Rouge ⥋ Seyssins — Le Prisme                                                                                    | Claix — Pont Rouge ⥋ Seyssins — Le Prisme                                                                                    | Claix — Pont Rouge ⥋ Seyssins — Le Prisme                                                                                    | Claix — Pont Rouge ⥋ Seyssins — Le Prisme                                                                                    | Claix — Pont Rouge ⥋ Seyssins — Le Prisme                                                                                    | Claix — Pont Rouge ⥋ Seyssins — Le Prisme                                                                                    | Claix — Pont Rouge ⥋ Seyssins — Le Prisme                                                                                    | Claix — Pont Rouge ⥋ Seyssins — Le Prisme                                                                                    |
| 21    | Ouverture / Fermeture 1er septembre 2014 / — | Longueur — | Durée 21 min | Nb. d’arrêts 17 | Matériel Iveco Crossway LE City NP                                                                                           | Jours de fonctionnement L, Ma, Me, J, V, S, D                                                                                | Jour / Soir / Nuit / Fêtes O / N / N / O                                                                                     | Voy. / an 228 000 | Dépôt Le Pont-de-Claix (Perraud Voyages)                                                                                     |
| 21    | Desserte : - Villes et lieux desservis : Claix (Collège Georges Pompidou, Mairie, Bibliothèque municipale, Col de Comboire) et Seyssins (Cimetière des Garlettes, Collège Marc Sangnier) - Stations et gares desservies : Seyssins - Le Prisme (C). | | | | | | | | |
| 21    | Autre : - Arrêt non accessible aux UFR : Aucun. - Amplitudes horaires : La ligne fonctionne du lundi au samedi de 6 h à 20 h 50 et les dimanches et fêtes à partir de 7 h environ. - Infos complémentaires : Ligne exploitée jusqu'au 31 décembre 2022 par Transdev, puis reprise par la SPL TAG jusqu'au 5 septembre 2023, date de la reprise par Perraud voyages. - Date de dernière mise à jour : 2 septembre 2024. | | | | | | | | |
| 21    | Dernière actualisation : — | | | | | | | | |
| 22    | Saint-Égrève — Gare ⥋ Grenoble — Oxford | Saint-Égrève — Gare ⥋ Grenoble — Oxford                                                                                      | Saint-Égrève — Gare ⥋ Grenoble — Oxford                                                                                      | Saint-Égrève — Gare ⥋ Grenoble — Oxford                                                                                      | Saint-Égrève — Gare ⥋ Grenoble — Oxford                                                                                      | Saint-Égrève — Gare ⥋ Grenoble — Oxford                                                                                      | Saint-Égrève — Gare ⥋ Grenoble — Oxford                                                                                      | Saint-Égrève — Gare ⥋ Grenoble — Oxford                                                                                      | Saint-Égrève — Gare ⥋ Grenoble — Oxford                                                                                      |
| 22    | Ouverture / Fermeture 1er septembre 2014 / — | Longueur 9,3 km | Durée 26 min | Nb. d’arrêts 20 | Matériel Citywide LF GNV Urbanway 12 GNV                                                                                     | Jours de fonctionnement L, Ma, Me, J, V, S, D                                                                                | Jour / Soir / Nuit / Fêtes O / N / N / O                                                                                     | Voy. / an 406 000 | Dépôt Sassenage |
| 22    | Desserte : - Villes et lieux desservis : Saint-Égrève (Cap 38, Rochepleine, La Monta, Pont de Vence, Cap des H'), Saint-Martin-le-Vinoux (Zone industrielle) et Grenoble (Presqu'île scientifique) - Stations et gares desservies : Gare de Saint-Égrève-Saint-Robert, Karben (E), Pont de Vence (E), Muret (E), Fiancey - Prédieu (E) et Oxford (B). | | | | | | | | |
| 22    | Autre : - Arrêts non accessibles aux UFR : La Biolle - Gare vers Grenoble et Louis Gagnière. - Amplitudes horaires : La ligne fonctionne du lundi au samedi de 5 h 25 à 20 h 50 et les dimanches et fêtes de 7 h à 20 h 20 environ. - Date de dernière mise à jour : 17 septembre 2020. | | | | | | | | |
| 22    | Dernière actualisation : — | | | | | | | | |
| 23    | Saint-Martin-d'Hères — Université - Bibliothèques ⥋ Vizille — Le Péage | Saint-Martin-d'Hères — Université - Bibliothèques ⥋ Vizille — Le Péage                                                       | Saint-Martin-d'Hères — Université - Bibliothèques ⥋ Vizille — Le Péage                                                       | Saint-Martin-d'Hères — Université - Bibliothèques ⥋ Vizille — Le Péage                                                       | Saint-Martin-d'Hères — Université - Bibliothèques ⥋ Vizille — Le Péage                                                       | Saint-Martin-d'Hères — Université - Bibliothèques ⥋ Vizille — Le Péage                                                       | Saint-Martin-d'Hères — Université - Bibliothèques ⥋ Vizille — Le Péage                                                       | Saint-Martin-d'Hères — Université - Bibliothèques ⥋ Vizille — Le Péage                                                       | Saint-Martin-d'Hères — Université - Bibliothèques ⥋ Vizille — Le Péage                                                       |
| 23    | Ouverture / Fermeture 4 septembre 2017 / — | Longueur 21 km | Durée 42 min | Nb. d’arrêts 30 | Matériel Iveco Bus Crossway LE Line MH                                                                                       | Jours de fonctionnement L, Ma, Me, J, V, S, D                                                                                | Jour / Soir / Nuit / Fêtes O / N / N / O                                                                                     | Voy. / an — | Dépôt Vif (Keolis Porte des Alpes                                                                                            |
| 23    | Desserte : - Villes et lieux desservis : Saint-Martin-d'Hères (Bibliothèque universitaire), Gières (Université biologie, La Combe de Gières), Venon, Saint-Martin-d'Uriage (Ancienne Gare d'Uriage, Uriage-les-Bains), Vaulnaveys-le-Haut (École Jules-Bruant, Village, Mairie), Vaulnaveys-le-Bas (Mairie, Village) et Vizille (Mairie, Château de Vizille, Établissement scolaire) - Stations et gares desservies : Bibliothèques Universitaires (B et C), Gare de Grenoble-Universités-Gières (B). | | | | | | | | |
| 23    | Autre : - Arrêts non accessibles aux UFR : Vignate, La Combe (direction Vizille), Les Terrats (direction Campus universitaire), Le Chenil, Croissement 6, Uriage Gare, La Tuilerie, Les Alberges, Les Guichards, École Jules Bruant (direction Campus universitaire), Vaulnaveys-le-Haut - Le Village (direction Campus universitaire), Maison Blanche, Vaulnaveys-le-Bas - Le Village, Chemin des Cottes, Les Travers, Les Corniers, Les Allas, Vizille Lycée (direction Vizille), Le Péage. - Amplitudes horaires : La ligne 23 circule du lundi au vendredi de 6 h 0 à 22 h 0, avec un passage toutes les 15 à 30 minutes en semaine. Samedi de 6 h 0 à 22 h 0 avec un passage toutes les heures. Les Dimanche & Jours Fériées de 6 h 0 à 20 h 0 avec un passage toutes les heures. - Date de dernière mise à jour : 2 septembre 2024. | | | | | | | | |
| 23    | Dernière actualisation : — | | | | | | | | |
| 24    | Grenoble — Verdun - Préfecture ⥋ Gières — Gare - Chamandier | Grenoble — Verdun - Préfecture ⥋ Gières — Gare - Chamandier                                                                  | Grenoble — Verdun - Préfecture ⥋ Gières — Gare - Chamandier                                                                  | Grenoble — Verdun - Préfecture ⥋ Gières — Gare - Chamandier                                                                  | Grenoble — Verdun - Préfecture ⥋ Gières — Gare - Chamandier                                                                  | Grenoble — Verdun - Préfecture ⥋ Gières — Gare - Chamandier                                                                  | Grenoble — Verdun - Préfecture ⥋ Gières — Gare - Chamandier                                                                  | Grenoble — Verdun - Préfecture ⥋ Gières — Gare - Chamandier                                                                  | Grenoble — Verdun - Préfecture ⥋ Gières — Gare - Chamandier                                                                  |
| 24    | Ouverture / Fermeture 2 septembre 2024 / — | Longueur 5,5 km | Durée 19 min | Nb. d’arrêts 15 | Matériel Urbanway 12 GNV | Jours de fonctionnement L, Ma, Me, J, V, S, D                                                                                | Jour / Soir / Nuit / Fêtes O / N / N / O                                                                                     | Voy. / an 508 000 | Dépôt Crolles (VFD) |
| 24    | Desserte : - Villes et lieux desservis : Grenoble (Préfecture), Saint-Martin-d'Hères (Polytech Grenoble, Maison communale, Neyrpic, Espace Elsa Triolet) et Gières - Stations et gares desservies : Verdun - Préfecture (A), Flandrin - Valmy (C), Maison communale (D) et Gare de Grenoble-Universités-Gières | | | | | | | | |
| 24    | Autre : - Arrêt non accessible aux UFR : Aucun. - Amplitudes horaires : La ligne fonctionne du lundi au samedi de 5 h 30 à 21 h 10 et les dimanches et fêtes à partir de 6 h 45 environ. - Date de dernière mise à jour : 2 septembre 2024. | | | | | | | | |
| 24    | Dernière actualisation : — | | | | | | | | |
| 25    | Le Gua — Les Saillants (Vif — La Valonne à certains services) ⥋ Grenoble — Colonel Dumont | Le Gua — Les Saillants (Vif — La Valonne à certains services) ⥋ Grenoble — Colonel Dumont                                    | Le Gua — Les Saillants (Vif — La Valonne à certains services) ⥋ Grenoble — Colonel Dumont                                    | Le Gua — Les Saillants (Vif — La Valonne à certains services) ⥋ Grenoble — Colonel Dumont                                    | Le Gua — Les Saillants (Vif — La Valonne à certains services) ⥋ Grenoble — Colonel Dumont                                    | Le Gua — Les Saillants (Vif — La Valonne à certains services) ⥋ Grenoble — Colonel Dumont                                    | Le Gua — Les Saillants (Vif — La Valonne à certains services) ⥋ Grenoble — Colonel Dumont                                    | Le Gua — Les Saillants (Vif — La Valonne à certains services) ⥋ Grenoble — Colonel Dumont                                    | Le Gua — Les Saillants (Vif — La Valonne à certains services) ⥋ Grenoble — Colonel Dumont                                    |
| 25    | Ouverture / Fermeture 3 septembre 2018 / — | Longueur 20,3 km | Durée 37 ou 44 min | Nb. d’arrêts 27 ou 34 | Matériel Citywide LE GNV | Jours de fonctionnement L, Ma, Me, J, V, S, D                                                                                | Jour / Soir / Nuit / Fêtes O / N / N / O                                                                                     | Voy. / an — | Dépôt Vif (Keolis Porte des Alpes-Grindler)                                                                                  |
| 25    | Desserte : - Villes et lieux desservis : Le Gua, Vif (Collège Le Masségu, Musée Champollion, Mairie), Varces-Allières-et-Risset (Mairie), Claix (Collège Georges-Pompidou) et Grenoble (Stade Lesdiguières, Centre commercial de la caserne de Bonne) - Stations et gares desservies : Pont-de-Claix - L'Étoile (A), Louise Michel (E), Vallier - Libération (C et E) et Foch - Ferrié (C). | | | | | | | | |
| 25    | Autre : - Arrêts non accessibles aux UFR : Le Pont de Genevrey, L'Usine Nord, Le Chalet, La Cime du Bourg, Les Garcins, Pélissière, Pré de l'Orme et Carrière vers Grenoble. - Amplitudes horaires : La ligne fonctionne du lundi au vendredi de 6 h à 21 h 10, le samedi de 6 h 20 à 21 h 5 dimanches et fêtes de 8 h à 20 h 40 environ. Du lundi au samedi, quelques services sont limités à Vif - La Valonne. - Date de dernière mise à jour : 2 septembre 2024. | | | | | | | | |
| 25    | Dernière actualisation : — | | | | | | | | |

### Lignes 34 à 36
| Ligne | Caractéristiques | Caractéristiques                                                           | Caractéristiques                                                           | Caractéristiques                                                           | Caractéristiques                                                           | Caractéristiques                                                           | Caractéristiques                                                           | Caractéristiques                                                           | Caractéristiques                                                           |
| 34    | Goncelin — Gare ⥋ Villard-Bonnot — Brignoud Gare / Lycée Marie Reynoard | Goncelin — Gare ⥋ Villard-Bonnot — Brignoud Gare / Lycée Marie Reynoard    | Goncelin — Gare ⥋ Villard-Bonnot — Brignoud Gare / Lycée Marie Reynoard    | Goncelin — Gare ⥋ Villard-Bonnot — Brignoud Gare / Lycée Marie Reynoard    | Goncelin — Gare ⥋ Villard-Bonnot — Brignoud Gare / Lycée Marie Reynoard    | Goncelin — Gare ⥋ Villard-Bonnot — Brignoud Gare / Lycée Marie Reynoard    | Goncelin — Gare ⥋ Villard-Bonnot — Brignoud Gare / Lycée Marie Reynoard    | Goncelin — Gare ⥋ Villard-Bonnot — Brignoud Gare / Lycée Marie Reynoard    | Goncelin — Gare ⥋ Villard-Bonnot — Brignoud Gare / Lycée Marie Reynoard    |
| ----- | --- | -------------------------------------------------------------------------- | -------------------------------------------------------------------------- | -------------------------------------------------------------------------- | -------------------------------------------------------------------------- | -------------------------------------------------------------------------- | -------------------------------------------------------------------------- | -------------------------------------------------------------------------- | -------------------------------------------------------------------------- |
| 34    | Ouverture / Fermeture 2 septembre 2024 / — | Longueur —                                                                 | Durée 26 min                                                               | Nb. d’arrêts 17                                                            | Matériel Iveco Crossway LE Line Irisbus Crossway LE Line                   | Jours de fonctionnement L, Ma, Me, J, V                                    | Jour / Soir / Nuit / Fêtes O / N / N / N                                   | Voy. / an —                                                                | Dépôt Domène (Philibert)                                                   |
| 34    | Desserte : - Villes et lieux desservis : Goncelin (Collège Icare), Tencin, La Pierre, Le Champ-près-Froges, Froges et Villard-Bonnot. - Gares desservies : Gare de Goncelin et Gare de Brignoud. |                                                                            |                                                                            |                                                                            |                                                                            |                                                                            |                                                                            |                                                                            |                                                                            |
| 34    | Autre : - Arrêt non accessible aux UFR : Goncelin Gare, Villard Bozon, Le Clos de la Tour, Brignoud Place, Brignoud Gare (Avenue Robert Huant), Brignoud Pont. - Amplitudes horaires : Fonctionne du lundi au vendredi avec un bus toutes les 30 à 60 minutes desservant à certains horaires la gare de Brignoud - Date de dernière mise à jour : 2 septembre 2024. |                                                                            |                                                                            |                                                                            |                                                                            |                                                                            |                                                                            |                                                                            |                                                                            |
| 34    | Dernière actualisation : — |                                                                            |                                                                            |                                                                            |                                                                            |                                                                            |                                                                            |                                                                            |                                                                            |
| 35    | Pontcharra — Gare ⥋ Bernin - Cloyères | Pontcharra — Gare ⥋ Bernin - Cloyères                                      | Pontcharra — Gare ⥋ Bernin - Cloyères                                      | Pontcharra — Gare ⥋ Bernin - Cloyères                                      | Pontcharra — Gare ⥋ Bernin - Cloyères                                      | Pontcharra — Gare ⥋ Bernin - Cloyères                                      | Pontcharra — Gare ⥋ Bernin - Cloyères                                      | Pontcharra — Gare ⥋ Bernin - Cloyères                                      | Pontcharra — Gare ⥋ Bernin - Cloyères                                      |
| 35    | Ouverture / Fermeture 2 septembre 2024 / — | Longueur —                                                                 | Durée —                                                                    | Nb. d’arrêts —                                                             | Matériel Iveco Crossway LE Line Mercedes Citaro LE MÜ                      | Jours de fonctionnement L, Ma, Me, J, V                                    | Jour / Soir / Nuit / Fêtes O / N / N / N                                   | Voy. / an —                                                                | Dépôt Goncelin (Keolis Porte des Alpes)                                    |
| 35    | Desserte : - Villes et lieux desservis : Pontcharra (Médiathèque, Piscine municipale, Lycée Pierre-du-Terrail, Mairie), Le Cheylas (Mairie), Goncelin, [Le Touvet]], La Terrasse, Lumbin, Crolles, Villard-Bonnot. - Stations et gares desservies : Gare de Goncelin, Gare de Pontcharra-sur-Bréda - Allevard                                                       |                                                                            |                                                                            |                                                                            |                                                                            |                                                                            |                                                                            |                                                                            |                                                                            |
| 35    | Autre : - Arrêt non accessible aux UFR : - Amplitudes horaires : La ligne circule du lundi au vendredi de 6 h 0 à 20 h 0, avec un bus toutes les 30 à 60 minutes. - Date de dernière mise à jour : 2 septembre 2024. |                                                                            |                                                                            |                                                                            |                                                                            |                                                                            |                                                                            |                                                                            |                                                                            |
| 35    | Dernière actualisation : — |                                                                            |                                                                            |                                                                            |                                                                            |                                                                            |                                                                            |                                                                            |                                                                            |
| 36    | Allevard — Collège ⥋ Goncelin - Gare / Bernin Cloyères (Certains Horaires) | Allevard — Collège ⥋ Goncelin - Gare / Bernin Cloyères (Certains Horaires) | Allevard — Collège ⥋ Goncelin - Gare / Bernin Cloyères (Certains Horaires) | Allevard — Collège ⥋ Goncelin - Gare / Bernin Cloyères (Certains Horaires) | Allevard — Collège ⥋ Goncelin - Gare / Bernin Cloyères (Certains Horaires) | Allevard — Collège ⥋ Goncelin - Gare / Bernin Cloyères (Certains Horaires) | Allevard — Collège ⥋ Goncelin - Gare / Bernin Cloyères (Certains Horaires) | Allevard — Collège ⥋ Goncelin - Gare / Bernin Cloyères (Certains Horaires) | Allevard — Collège ⥋ Goncelin - Gare / Bernin Cloyères (Certains Horaires) |
| 36    | Ouverture / Fermeture 2 septembre 2024 / — | Longueur —                                                                 | Durée —                                                                    | Nb. d’arrêts —                                                             | Matériel —                                                                 | Jours de fonctionnement L, Ma, Me, J, V, S, D                              | Jour / Soir / Nuit / Fêtes O / O / O / O                                   | Voy. / an —                                                                | Dépôt —                                                                    |
| 36    | Desserte : - Villes et lieux desservis : Allevard (Collège Flavius Vaussenat), Crêts en Belledonne, Goncelin, Crolles Z.I, Bernin. - Stations et gares desservies : Gare de Goncelin. |                                                                            |                                                                            |                                                                            |                                                                            |                                                                            |                                                                            |                                                                            |                                                                            |
| 36    | Autre : - Arrêts non accessibles aux UFR : NC - Amplitudes horaires : Circule du lundi au vendredi de 4h à 22h avec une fréquence de un bus toutes les 30 à 60 minutes avec certains horaires en soirée. Circule les week-ends à raison de deux aller-retours (prolongée jusqu'à Bernin). - Date de dernière mise à jour : 2 septembre 2024.                        |                                                                            |                                                                            |                                                                            |                                                                            |                                                                            |                                                                            |                                                                            |                                                                            |
| 36    | Dernière actualisation : — |                                                                            |                                                                            |                                                                            |                                                                            |                                                                            |                                                                            |                                                                            |                                                                            |

### Lignes 80 à 89
| Ligne | Caractéristiques | Caractéristiques                                                                                              | Caractéristiques                                                                                              | Caractéristiques                                                                                              | Caractéristiques                                                                                              | Caractéristiques                                                                                              | Caractéristiques                                                                                              | Caractéristiques                                                                                              | Caractéristiques                                                                                              |
| 80    | Crolles — Le Brocey / Le Coteau (Certains services, Dimanche & Jours Fériée) ⥋ Grenoble — Verdun - Préfecture | Crolles — Le Brocey / Le Coteau (Certains services, Dimanche & Jours Fériée) ⥋ Grenoble — Verdun - Préfecture | Crolles — Le Brocey / Le Coteau (Certains services, Dimanche & Jours Fériée) ⥋ Grenoble — Verdun - Préfecture | Crolles — Le Brocey / Le Coteau (Certains services, Dimanche & Jours Fériée) ⥋ Grenoble — Verdun - Préfecture | Crolles — Le Brocey / Le Coteau (Certains services, Dimanche & Jours Fériée) ⥋ Grenoble — Verdun - Préfecture | Crolles — Le Brocey / Le Coteau (Certains services, Dimanche & Jours Fériée) ⥋ Grenoble — Verdun - Préfecture | Crolles — Le Brocey / Le Coteau (Certains services, Dimanche & Jours Fériée) ⥋ Grenoble — Verdun - Préfecture | Crolles — Le Brocey / Le Coteau (Certains services, Dimanche & Jours Fériée) ⥋ Grenoble — Verdun - Préfecture | Crolles — Le Brocey / Le Coteau (Certains services, Dimanche & Jours Fériée) ⥋ Grenoble — Verdun - Préfecture |
| ----- | --- | --- | --- | --- | --- | --- | --- | --- | --- |
| 80    | Ouverture / Fermeture 2 septembre 2024 / — | Longueur 30 ~ km                                                                                              | Durée 40 / 45 min                                                                                             | Nb. d’arrêts 29 / 32                                                                                          | Matériel Iveco Bus Crossway City LE NP                                                                        | Jours de fonctionnement L, Ma, Me, J, V, S, D                                                                 | Jour / Soir / Nuit / Fêtes O / O / N / O                                                                      | Voy. / an —                                                                                                   | Dépot Crolles (VFD)                                                                                           |
| 80    | Desserte : - Villes et lieux desservis : Crolles, Bernin, Saint-Nazaire-les-Eymes, Saint-Ismier, Montbonnot-Saint-Martin, Meylan, La Tronche et Grenoble - Stations et gares desservies : Sablons (B), Hôtel de Ville (C) et Verdun - Préfecture (A). | | | | | | | | |
| 80    | Autre : - Arrêts non accessibles aux UFR : N.C. - Amplitudes horaires : 6 à 22h, un bus toutes les 10 à 30 min en semaine, 30 à 60 min le samedi, un bus toutes les 1h30 les Dimanche & Jours Fériées. - Date de dernière mise à jour : 2 septembre 2024. | | | | | | | | |
| 80    | Dernière actualisation : — | | | | | | | | |
| 82    | Saint-Nazaire-les-Eymes — Mairie ⥋ La Tronche — Grand Sablon | Saint-Nazaire-les-Eymes — Mairie ⥋ La Tronche — Grand Sablon                                                  | Saint-Nazaire-les-Eymes — Mairie ⥋ La Tronche — Grand Sablon                                                  | Saint-Nazaire-les-Eymes — Mairie ⥋ La Tronche — Grand Sablon                                                  | Saint-Nazaire-les-Eymes — Mairie ⥋ La Tronche — Grand Sablon                                                  | Saint-Nazaire-les-Eymes — Mairie ⥋ La Tronche — Grand Sablon                                                  | Saint-Nazaire-les-Eymes — Mairie ⥋ La Tronche — Grand Sablon                                                  | Saint-Nazaire-les-Eymes — Mairie ⥋ La Tronche — Grand Sablon                                                  | Saint-Nazaire-les-Eymes — Mairie ⥋ La Tronche — Grand Sablon                                                  |
| 82    | Ouverture / Fermeture 2 septembre 2024 / — | Longueur — | Durée 45 min                                                                                                  | Nb. d’arrêts 24                                                                                               | Matériel Iveco Crossway Pop                                                                                   | Jours de fonctionnement L, Ma, Me, J, V                                                                       | Jour / Soir / Nuit / Fêtes O / N / N / N                                                                      | Voy. / an —                                                                                                   | Dépot Crolles (VFD)                                                                                           |
| 82    | Desserte : - Villes et lieux desservis : Saint-Nazaire-les-Eymes, Saint-Ismier, Montbonnot-Saint-Martin, Meylan, Corenc et La Tronche - Stations et gares desservies : La Tronche Hôpital (B) et La Tronche Grand Sablon (B). | | | | | | | | |
| 82    | Autre : - Arrêts non accessibles aux UFR : N.C. - Amplitudes horaires : La ligne fonctionne du lundi au vendredi à raison de trois à quatre allers-retours par jour. - Date de dernière mise à jour : 2 septembre 2024. | | | | | | | | |
| 82    | Dernière actualisation : — | | | | | | | | |
| 84    | Le Touvet — Grandes Terres ⥋ Grenoble — Gare Routière | Le Touvet — Grandes Terres ⥋ Grenoble — Gare Routière                                                         | Le Touvet — Grandes Terres ⥋ Grenoble — Gare Routière                                                         | Le Touvet — Grandes Terres ⥋ Grenoble — Gare Routière                                                         | Le Touvet — Grandes Terres ⥋ Grenoble — Gare Routière                                                         | Le Touvet — Grandes Terres ⥋ Grenoble — Gare Routière                                                         | Le Touvet — Grandes Terres ⥋ Grenoble — Gare Routière                                                         | Le Touvet — Grandes Terres ⥋ Grenoble — Gare Routière                                                         | Le Touvet — Grandes Terres ⥋ Grenoble — Gare Routière                                                         |
| 84    | Ouverture / Fermeture 2 septembre 2024 / — | Longueur 30 km                                                                                                | Durée 65 min                                                                                                  | Nb. d’arrêts 34                                                                                               | Matériel Iveco Crossway Pop NP                                                                                | Jours de fonctionnement L, Ma, Me, J, V, S, D                                                                 | Jour / Soir / Nuit / Fêtes O / N / N / O                                                                      | Voy. / an —                                                                                                   | Dépot Crolles (VFD)                                                                                           |
| 84    | Desserte : - Villes et lieux desservis : Le Touvet, La Terrasse, Lumbin, Crolles, Bernin, Montbonnot-Saint-Martin, La Tronche et Grenoble - Stations et gares desservies : Sablons (B), Hôtel de Ville (C), Chavant (A et C), Victor Hugo (A et B) et Gare de Grenoble. | | | | | | | | |
| 84    | Autre : - Arrêts accessibles aux UFR : Grenoble - Gare Routière, Gares, Docteur Mazet, Victor Hugo, Chavant, Grenoble - Hôtel de Ville, La Tronche - Sablons, Montbonnot-Saint-Martin - Pré-de-l'Eau, Crolles - Saint Microelectroniques, Le Rafour-Monnet, Les Pompiers, Le Brocey (Stade), Le Coteau, Lumbin - Le Village, La Gare, La Terrasse - Le Carré, Le Touvet - Grandes Terres. - Amplitudes horaires : 6h à 19h, la ligne fonctionne du lundi au vendredi à raison de sept allers-retours par jour en semaine, et de 6 allers-retour les week-end et jours fériées. - Date de dernière mise à jour : 2 septembre 2024. | | | | | | | | |
| 84    | Dernière actualisation : — | | | | | | | | |
| 85    | Plateau-des-Petites-Roches — Col de Marcieu ⥋ La Tronche — Grand Sablon | Plateau-des-Petites-Roches — Col de Marcieu ⥋ La Tronche — Grand Sablon                                       | Plateau-des-Petites-Roches — Col de Marcieu ⥋ La Tronche — Grand Sablon                                       | Plateau-des-Petites-Roches — Col de Marcieu ⥋ La Tronche — Grand Sablon                                       | Plateau-des-Petites-Roches — Col de Marcieu ⥋ La Tronche — Grand Sablon                                       | Plateau-des-Petites-Roches — Col de Marcieu ⥋ La Tronche — Grand Sablon                                       | Plateau-des-Petites-Roches — Col de Marcieu ⥋ La Tronche — Grand Sablon                                       | Plateau-des-Petites-Roches — Col de Marcieu ⥋ La Tronche — Grand Sablon                                       | Plateau-des-Petites-Roches — Col de Marcieu ⥋ La Tronche — Grand Sablon                                       |
| 85    | Ouverture / Fermeture 2 septembre 2024 / — | Longueur 25 ~ km                                                                                              | Durée 60 min                                                                                                  | Nb. d’arrêts 34                                                                                               | Matériel Iveco Bus Crossway / Irisbus Bus Crossway                                                            | Jours de fonctionnement L, Ma, Me, J, V, S, D                                                                 | Jour / Soir / Nuit / Fêtes O / N / N / O                                                                      | Voy. / an —                                                                                                   | Dépot Domène (Philibert)                                                                                      |
| 85    | Desserte : - Villes et lieux desservis : Plateau-des-Petites-Roches, Saint-Nazaire-les-Eymes, Saint-Ismier, Montbonnot-Saint-Martin, Meylan, Corenc et La Tronche - Stations et gares desservies : La Tronche Hôpital (B) et La Tronche Grand Sablon (B). | | | | | | | | |
| 85    | Autre : - Arrêts accessibles aux UFR : Grand Sablon, Hôpital Michallon, La Tronche Hôpital, Musée Hébert, Meylan - Jules Flandrin, Corenc - Revirée Sayettes, Meylan - Chaumetière, Lycée du Grésivaudan-Bachais, Monbonnot-Saint-Martin - La Gare, Saint-Ismier - Collège Grésivaudan, Saint-Nazaire-les-Eymes - Les Eymes Route Départementale 1090, Plateau-des-Petites-Roches - École des Gaudes. - Amplitudes horaires : La ligne fonctionne du lundi au vendredi à raison de quatre à six allers-retours par jour, le samedi à raison de trois allers-retours par jour et les dimanches et fêtes à raison de deux allers-retours par jour. - Date de dernière mise à jour : 2 septembre 2024. | | | | | | | | |
| 85    | Dernière actualisation : — | | | | | | | | |
| 86    | Allevard — Collège ⥋ Grenoble — Gare routière | Allevard — Collège ⥋ Grenoble — Gare routière                                                                 | Allevard — Collège ⥋ Grenoble — Gare routière                                                                 | Allevard — Collège ⥋ Grenoble — Gare routière                                                                 | Allevard — Collège ⥋ Grenoble — Gare routière                                                                 | Allevard — Collège ⥋ Grenoble — Gare routière                                                                 | Allevard — Collège ⥋ Grenoble — Gare routière                                                                 | Allevard — Collège ⥋ Grenoble — Gare routière                                                                 | Allevard — Collège ⥋ Grenoble — Gare routière                                                                 |
| 86    | Ouverture / Fermeture 2 septembre 2024 / — | Longueur 35 ~ km                                                                                              | Durée 65 min                                                                                                  | Nb. d’arrêts 34                                                                                               | Matériel Iveco Bus Crossway Natural Power                                                                     | Jours de fonctionnement L, Ma, Me, J, V, S, D                                                                 | Jour / Soir / Nuit / Fêtes O / N / N / O                                                                      | Voy. / an —                                                                                                   | Dépot Montmélian (SAT) Crolles (VFD)                                                                          |
| 86    | Desserte : - Villes et lieux desservis : Allevard, Crêts-en-Belledonne, Goncelin, Tencin, La Pierre, Le Champ-près-Froges, Froges, Villard-Bonnot, Le Versoud, Domène, Montbonnot-Saint-Martin, La Tronche et Grenoble - Stations et gares desservies : Gare de Goncelin, Sablons (B), Hôtel de Ville (C), Chavant (A et C), Victor Hugo (A et B) et Gare de Grenoble. | | | | | | | | |
| 86    | Autre : - Arrêts accessibles aux UFR : Grenoble - Gare Routière, Gares, Docteur Mazet, Chavant, Grenoble - Hôtel de Ville, La Tronche - Sablons, Montbonnot-Saint-Martin - Pré-de-l'Eau, Domène - Mairie, Les Arnauds, Le Versoud - La Charrière, Belle Plaine, Villard-Bonnot - Cité des Roses, Madone, Lycée (Route Départementale 523), Brignoud Centre, Froges - Cité Jardins, Pré du Chêne, Coquillard, Le Champs-Près-Froges - Le Bas, Champalaud, La Pierre - Carrefour Route Départementale 523, Tencin - Pré Sec, Le Clos du Cèdre, Goncelin - Collège-Route Départementale 523. - Amplitudes horaires : La ligne fonctionne du lundi au vendredi de 6 h 5 à 20 h 20 et les samedis, dimanches et fêtes à raison de quatre à six allers-retours par jour. - Date de dernière mise à jour : 2 septembre 2024. | | | | | | | | |
| 86    | Dernière actualisation : — | | | | | | | | |
| 88    | Saint-Martin-d'Uriage — Le Pinet d'Uriage ⥋ Saint-Martin-d'Hères — Université - Bibliothèques | Saint-Martin-d'Uriage — Le Pinet d'Uriage ⥋ Saint-Martin-d'Hères — Université - Bibliothèques                 | Saint-Martin-d'Uriage — Le Pinet d'Uriage ⥋ Saint-Martin-d'Hères — Université - Bibliothèques                 | Saint-Martin-d'Uriage — Le Pinet d'Uriage ⥋ Saint-Martin-d'Hères — Université - Bibliothèques                 | Saint-Martin-d'Uriage — Le Pinet d'Uriage ⥋ Saint-Martin-d'Hères — Université - Bibliothèques                 | Saint-Martin-d'Uriage — Le Pinet d'Uriage ⥋ Saint-Martin-d'Hères — Université - Bibliothèques                 | Saint-Martin-d'Uriage — Le Pinet d'Uriage ⥋ Saint-Martin-d'Hères — Université - Bibliothèques                 | Saint-Martin-d'Uriage — Le Pinet d'Uriage ⥋ Saint-Martin-d'Hères — Université - Bibliothèques                 | Saint-Martin-d'Uriage — Le Pinet d'Uriage ⥋ Saint-Martin-d'Hères — Université - Bibliothèques                 |
| 88    | Ouverture / Fermeture 2 septembre 2024 / — | Longueur 20 ~ km                                                                                              | Durée 40 min                                                                                                  | Nb. d’arrêts 29                                                                                               | Matériel Iveco Bus Crossway                                                                                   | Jours de fonctionnement L, Ma, Me, J, V, S, D                                                                 | Jour / Soir / Nuit / Fêtes O / N / N / O                                                                      | Voy. / an —                                                                                                   | Dépot Saint-Égrève (VFD)                                                                                      |
| 88    | Desserte : - Villes et lieux desservis : Saint-Martin-d'Uriage, Venon, Gières et Saint-Martin-d'Hères - Stations et gares desservies : Gare de Grenoble-Universités-Gières, Bibliothèques universitaires (B et C). | | | | | | | | |
| 88    | Autre : - Arrêts accessibles aux UFR : Bibliothèques Universitaires, Universités Biologie, Gières - Gare Universités, Saint-Martin-d'Uriage - Mairie. - Amplitudes horaires : La ligne fonctionne du lundi au vendredi à raison de neuf allers-retours par jour et le samedi à raison de quatre allers-retours par jour. - Date de dernière mise à jour : 2 septembre 2024. | | | | | | | | |
| 88    | Dernière actualisation : — | | | | | | | | |
| 89    | Villard-Bonnot — Lancey Gare ⥋ Montbonnot-Saint-Martin — Pré-de-l'Eau | Villard-Bonnot — Lancey Gare ⥋ Montbonnot-Saint-Martin — Pré-de-l'Eau                                         | Villard-Bonnot — Lancey Gare ⥋ Montbonnot-Saint-Martin — Pré-de-l'Eau                                         | Villard-Bonnot — Lancey Gare ⥋ Montbonnot-Saint-Martin — Pré-de-l'Eau                                         | Villard-Bonnot — Lancey Gare ⥋ Montbonnot-Saint-Martin — Pré-de-l'Eau                                         | Villard-Bonnot — Lancey Gare ⥋ Montbonnot-Saint-Martin — Pré-de-l'Eau                                         | Villard-Bonnot — Lancey Gare ⥋ Montbonnot-Saint-Martin — Pré-de-l'Eau                                         | Villard-Bonnot — Lancey Gare ⥋ Montbonnot-Saint-Martin — Pré-de-l'Eau                                         | Villard-Bonnot — Lancey Gare ⥋ Montbonnot-Saint-Martin — Pré-de-l'Eau                                         |
| 89    | Ouverture / Fermeture 2 septembre 2024 / — | Longueur — | Durée 17 min                                                                                                  | Nb. d’arrêts 5                                                                                                | Matériel — | Jours de fonctionnement L, Ma, Me, J, V                                                                       | Jour / Soir / Nuit / Fêtes O / N / N / N                                                                      | Voy. / an —                                                                                                   | Dépot — |
| 89    | Desserte : - Villes et lieux desservis : Villard-Bonnot, Saint-Ismier et Montbonnot-Saint-Martin, C1. - Gares desservies : Gare de Lancey. | | | | | | | | |
| 89    | Autre : - Arrêt non accessible aux UFR : Grande Île, La Bâtie, Les Plantées (Isiparc). - Amplitudes horaires : Fonctionne uniquement en semaine avec 6 aller-retours par jour - Date de dernière mise à jour : 2 septembre 2024. | | | | | | | | |
| 89    | Dernière actualisation : — | | | | | | | | |

### Lignes 90 à 92
| Ligne | Caractéristiques | Caractéristiques                                                | Caractéristiques                                                | Caractéristiques                                                | Caractéristiques                                                | Caractéristiques                                                | Caractéristiques                                                | Caractéristiques                                                | Caractéristiques                                                |
| 90    | Saint-Ismier — Collège Grésivaudan ⥋ Gières — Gare Universitées | Saint-Ismier — Collège Grésivaudan ⥋ Gières — Gare Universitées | Saint-Ismier — Collège Grésivaudan ⥋ Gières — Gare Universitées | Saint-Ismier — Collège Grésivaudan ⥋ Gières — Gare Universitées | Saint-Ismier — Collège Grésivaudan ⥋ Gières — Gare Universitées | Saint-Ismier — Collège Grésivaudan ⥋ Gières — Gare Universitées | Saint-Ismier — Collège Grésivaudan ⥋ Gières — Gare Universitées | Saint-Ismier — Collège Grésivaudan ⥋ Gières — Gare Universitées | Saint-Ismier — Collège Grésivaudan ⥋ Gières — Gare Universitées |
| ----- | --- | --------------------------------------------------------------- | --------------------------------------------------------------- | --------------------------------------------------------------- | --------------------------------------------------------------- | --------------------------------------------------------------- | --------------------------------------------------------------- | --------------------------------------------------------------- | --------------------------------------------------------------- |
| 90    | Ouverture / Fermeture 2 septembre 2024 / — | Longueur —                                                      | Durée —                                                         | Nb. d’arrêts 12                                                 | Matériel Iveco Bus Crossway Pop                                 | Jours de fonctionnement L, Ma, Me, J, V                         | Jour / Soir / Nuit / Fêtes O / N / N / N                        | Voy. / an —                                                     | Dépôt Crolles (VFD)                                             |
| 90    | Desserte : - Villes et lieux desservis : Saint-Ismier, Montbonnot-Saint-Martin, Meylan et Gières - Stations et gares desservies : Gare de Grenoble-Universités-Gières. |                                                                 |                                                                 |                                                                 |                                                                 |                                                                 |                                                                 |                                                                 |                                                                 |
| 90    | Autre : - Arrêt non accessible aux UFR : - Amplitudes horaires : Fonctionne du lundi au vendredi avec un fréquence de 30 à 60 min. - Date de dernière mise à jour : 2 septembre 2024. |                                                                 |                                                                 |                                                                 |                                                                 |                                                                 |                                                                 |                                                                 |                                                                 |
| 90    | Dernière actualisation : — |                                                                 |                                                                 |                                                                 |                                                                 |                                                                 |                                                                 |                                                                 |                                                                 |
| 91    | Villard-Bonnot — Brignoud Gare ⥋ Bernin — Cloyères | Villard-Bonnot — Brignoud Gare ⥋ Bernin — Cloyères              | Villard-Bonnot — Brignoud Gare ⥋ Bernin — Cloyères              | Villard-Bonnot — Brignoud Gare ⥋ Bernin — Cloyères              | Villard-Bonnot — Brignoud Gare ⥋ Bernin — Cloyères              | Villard-Bonnot — Brignoud Gare ⥋ Bernin — Cloyères              | Villard-Bonnot — Brignoud Gare ⥋ Bernin — Cloyères              | Villard-Bonnot — Brignoud Gare ⥋ Bernin — Cloyères              | Villard-Bonnot — Brignoud Gare ⥋ Bernin — Cloyères              |
| 91    | Ouverture / Fermeture 2 septembre 2024 / — | Longueur 2 km                                                   | Durée —                                                         | Nb. d’arrêts 6                                                  | Matériel Minibus                                                | Jours de fonctionnement L, Ma, Me, J, V                         | Jour / Soir / Nuit / Fêtes O / N / N / N                        | Voy. / an —                                                     | Dépôt —                                                         |
| 91    | Desserte : - Villes et lieux desservis : Villard-Bonnot, Crolles et Bernin. - Gares desservies : Gare de Brignoud. |                                                                 |                                                                 |                                                                 |                                                                 |                                                                 |                                                                 |                                                                 |                                                                 |
| 91    | Autre : - Arrêt non accessible aux UFR : Pré Roux, Cloyères. - Amplitudes horaires : Fonctionne du lundi au vendredi de 7h à 9 et de 16h à 18h avec une fréquence de 30 minutes - Date de dernière mise à jour : 2 septembre 2024. |                                                                 |                                                                 |                                                                 |                                                                 |                                                                 |                                                                 |                                                                 |                                                                 |
| 91    | Dernière actualisation : — |                                                                 |                                                                 |                                                                 |                                                                 |                                                                 |                                                                 |                                                                 |                                                                 |
| 92    | Pontcharra — Médiathèque ⥋ Bernin — Cloyères | Pontcharra — Médiathèque ⥋ Bernin — Cloyères                    | Pontcharra — Médiathèque ⥋ Bernin — Cloyères                    | Pontcharra — Médiathèque ⥋ Bernin — Cloyères                    | Pontcharra — Médiathèque ⥋ Bernin — Cloyères                    | Pontcharra — Médiathèque ⥋ Bernin — Cloyères                    | Pontcharra — Médiathèque ⥋ Bernin — Cloyères                    | Pontcharra — Médiathèque ⥋ Bernin — Cloyères                    | Pontcharra — Médiathèque ⥋ Bernin — Cloyères                    |
| 92    | Ouverture / Fermeture 2 septembre 2024 / — | Longueur —                                                      | Durée —                                                         | Nb. d’arrêts 24                                                 | Matériel -                                                      | Jours de fonctionnement L, Ma, Me, J, V, S, D                   | Jour / Soir / Nuit / Fêtes O / N / O / O                        | Voy. / an —                                                     | Dépôt —                                                         |
| 92    | Desserte : - Villes et lieux desservis : Pontcharra (Médiathèque, Piscine municipale, Lycée Pierre-du-Terrail, Mairie), Le Cheylas, Goncelin, Crolles et Bernin - Gares desservies : Gare de Pontcharra-sur-Bréda - Allevard, Gare de Goncelin. |                                                                 |                                                                 |                                                                 |                                                                 |                                                                 |                                                                 |                                                                 |                                                                 |
| 92    | Autre : - Arrêt non accessible aux UFR : Médiathèque, La Treille, Avenue du Granier, Résidences Bayard, Village d’Entreprises, Pontcharra Gare, Piscine, Lycée Avenue de la Gare, Villard Didier, Villard Noir, Gare Route Départementale 523, Usines, Goncelin Gare, Pré Roux, Cloyères. - Amplitudes horaires : Circule du lundi au vendredi de 4h à 20h avec 7 aller-retours, qui varie en fonction de certains horaires. Circule les week-ends à raison de deux aller-retours. - Date de dernière mise à jour : 2 septembre 2024. |                                                                 |                                                                 |                                                                 |                                                                 |                                                                 |                                                                 |                                                                 |                                                                 |
| 92    | Dernière actualisation : — |                                                                 |                                                                 |                                                                 |                                                                 |                                                                 |                                                                 |                                                                 |                                                                 |